# Algensaft
Algensaft (auch Algenwasser) ist eine aus Algen gewonnene Flüssigkeit.
Er wird vorwiegend als Düngemittel im Gartenbau eingesetzt. Algensaft wird entweder als normaler Dünger verwendet oder direkt auf die Blattunterseite gesprüht. Die Pflanzen gedeihen besser und sind widerstandsfähiger.
Aus Algen kann auch Algenkraftstoff hergestellt werden.

## Herstellung
Die Algen werden entweder mit speziellen Schiffen oder (seltener) am Strand geerntet, anschließend gibt es unterschiedliche Aufarbeitungsmethoden.
- Bei der Kaltpressung werden die Algen zerkleinert und ca. 2 Wochen gelagert, wobei eine Milchsäuregärung einsetzt. Anschließend werden die Algen abgepresst. Bei dieser Methode wird am wenigsten Saft gewonnen, sie gilt aber als qualitativ hochwertigste Art der Verarbeitung, weil kaum Inhaltsstoffe verloren gehen
- Einige Hersteller erhitzen die Algen oder frieren sie kurzzeitig ein bzw. setzen Enzyme zu, um die Zellwände zu zerstören und damit die Flüssigkeitsausbeute zu erhöhen. Dabei gehen aber üblicherweise einige der Inhaltsstoffe verloren.

## Zusammensetzung
Aus Meeresalgen kalt gepresster Saft enthält neben Wasser 20 % Trockenmasse, die sich aus 75 % organischen Stoffen (Kohlenhydrate, Lipide, Proteine, Pflanzenhormone, Pigmente, Vitamine) und 25 % Mineralstoffen zusammensetzt.